# Centro para la Cultura Arquitectónica y Urbana, A. C.

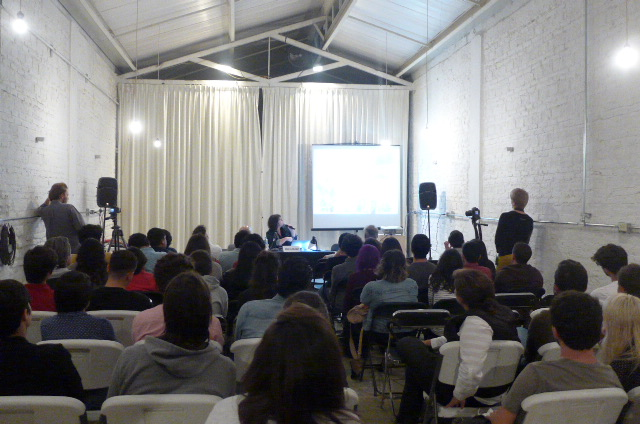
Centro para la cultura arquitectónica y urbana.

El Centro para la Cultura Arquitectónica y Urbana también conocida por sus siglas CCAU, es una asociación sin fines de lucro ubicada en Guadalajara, Jalisco, México, que fue inaugurada el 30 de septiembre de 2010 con el objetivo de dialogar desde la arquitectura como disciplina, con otras prácticas como la sociología, el arte, filosofía, política. 
Fue fundado por el arquitecto Adolfo Peña Iguarán,  Della Burke, el diseñador urbano y sociólogo Thomas Watkin, el arquitecto Alejandro Guerrero y la arquitecta y paisajista Andrea Soto Morfin Empezó en una bodega en la calle Ghilardi del barrio de Santa Teresita.  Su segunda sede fue en La Fábrica de Chocolate, y en el 2019 se cambiaron a una sede en la calle Prisciliano Sánchez esquina Rayón,  Gabriela Castañeda era la directora del proyectos
Cuenta con un ciclo permanente de charlas, conferencias, proyecciones de cine y mesas redondas abiertas al público en general.  También cursos y seminarios y una librería especializada en arquitectura.
El CCAU también organiza el viaje a la Ruta del Peregrino 
El CCAU se ha convertido en un referente tanto local como a nivel nacional. Durante su creación ningún otro lugar independiente tenía la misma misión hacia la arquitectura. Su creación ha podido impulsar otras iniciativas emergentes a desarrollar espacios independientes en el campo de la arquitectura, la ciudad y el urbanismo tanto en la ciudad de Guadalajara como en la Ciudad de México. 
El CCAU constituye un archivo de la arquitectura contemporánea por sus varias actividades y conferencias.

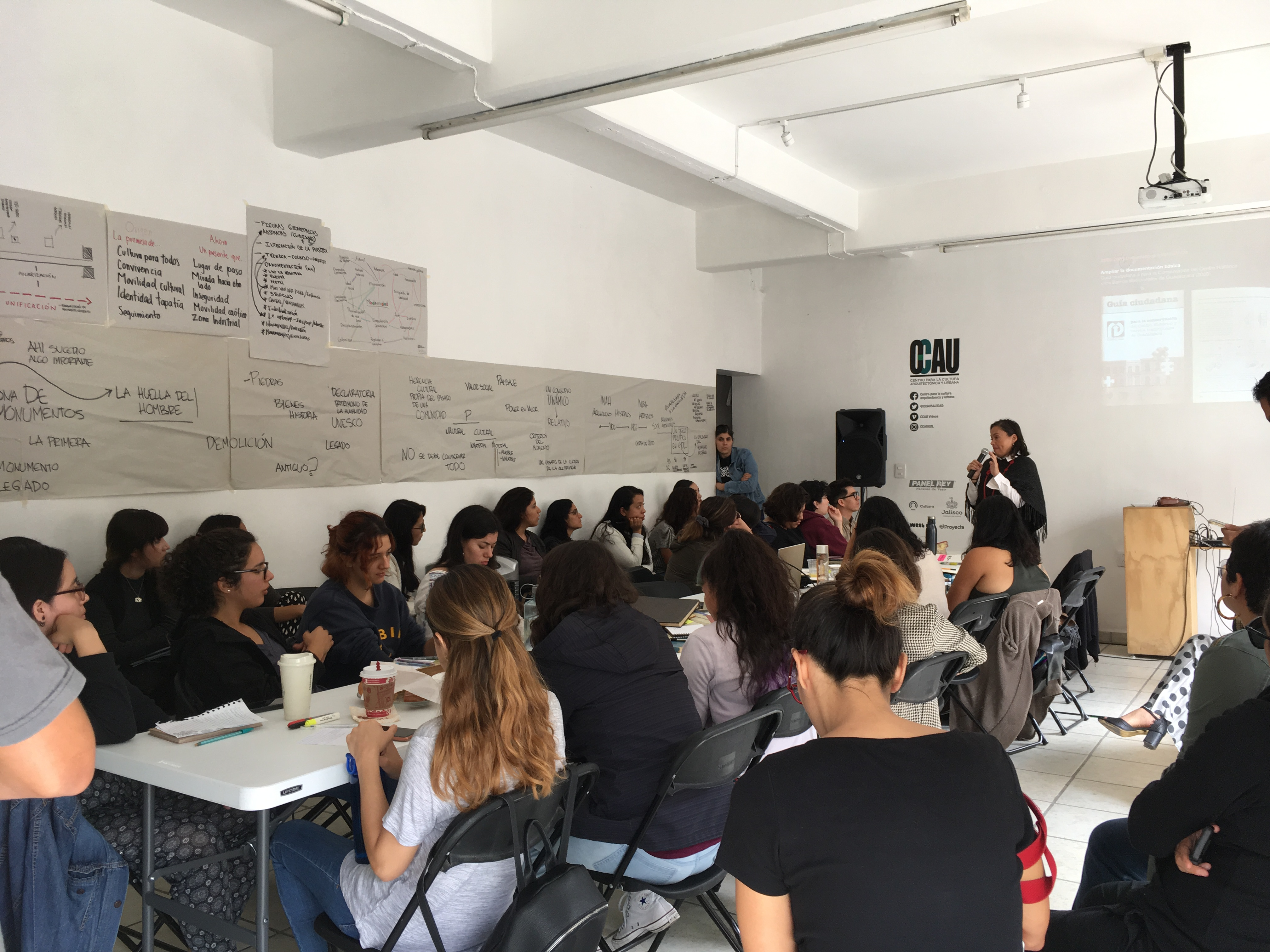
Seminarios

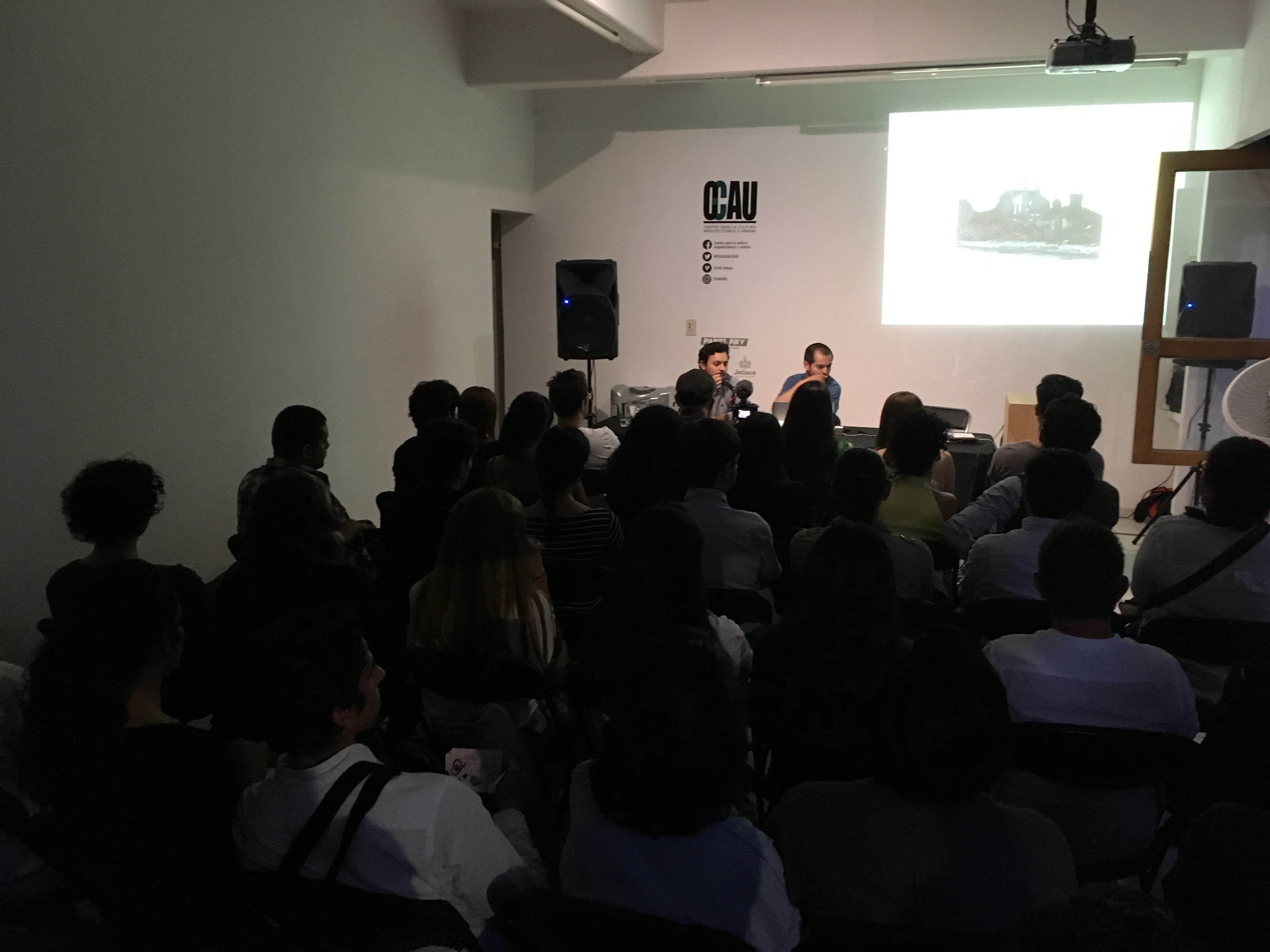
Conferencia Pátina Esconedo Solíz